# Голостеблиця піскова
Голостеблиця піскова, тисдалія голостебла (Teesdalia nudicaulis) — вид рослин з родини капустяних (Brassicaceae), поширений у Європі (крім сходу), Марокко та на Мадейрі.

## Опис
Однорічна трав'яниста рослина 5–15 см заввишки. Листки в розетці, ліроподібно-розсічені, з тупою непарною часточкою. Квіткових стрілок зазвичай кілька, зовсім безлистних або з 1–2 майже лінійними листками. Пелюстки білі, 1.5–5 мм довжиною. Стручечки 3–3.5 мм завдовжки, округло-серцеподібні, з човноподібними, кілеватими стулками. 2n = 36.

## Поширення
Поширений у Європі (крім сходу), Марокко та на Мадейрі; інтродукований до Чилі, Британської Колумбії, атлантичного та тихоокеанського узбережжя США.
В Україні вид зростає на піщаних місцях, дуже рідко. Занесено в околиці Ковеля та Вінницю.

## Галерея

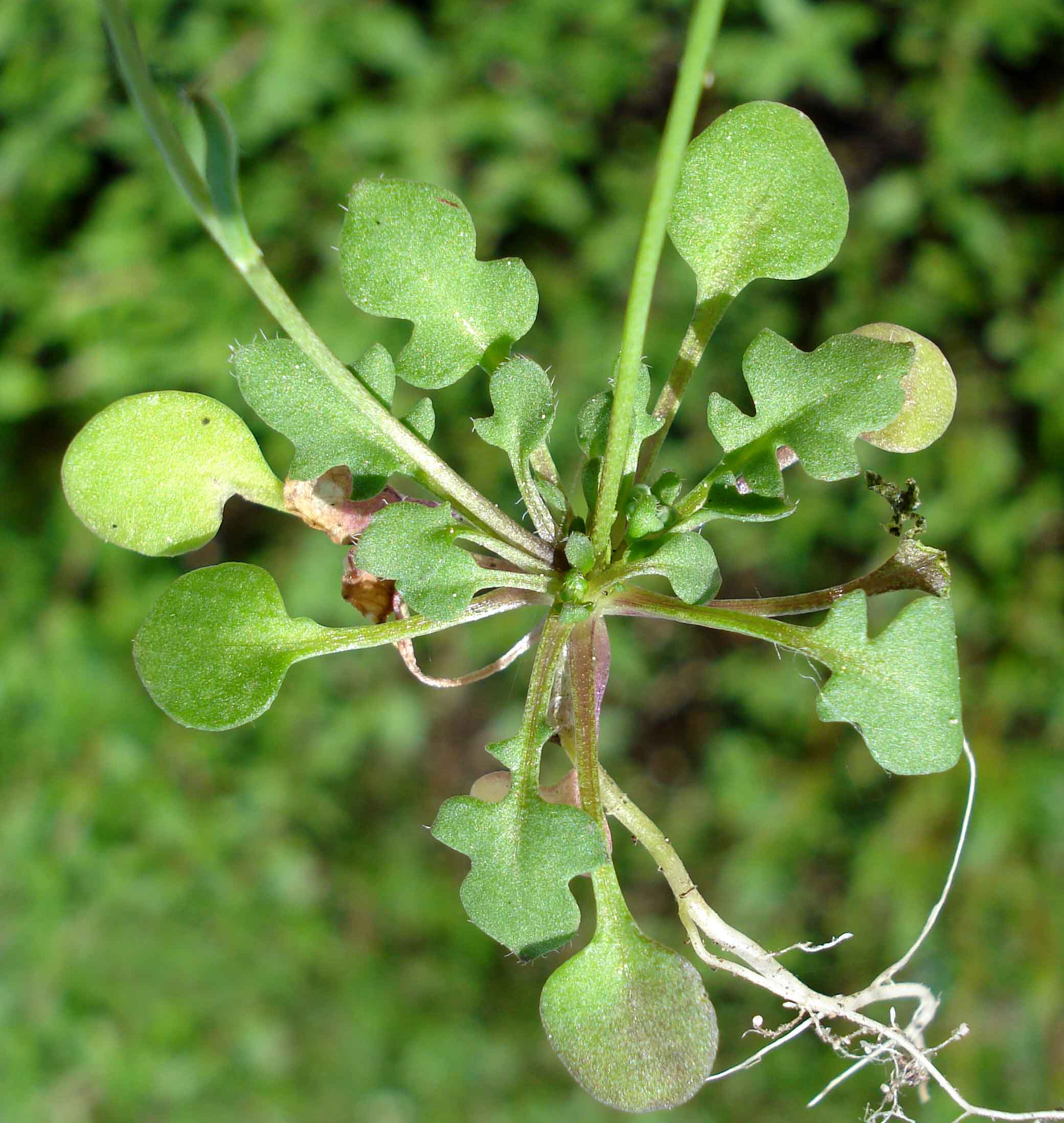
прикоренева розетка
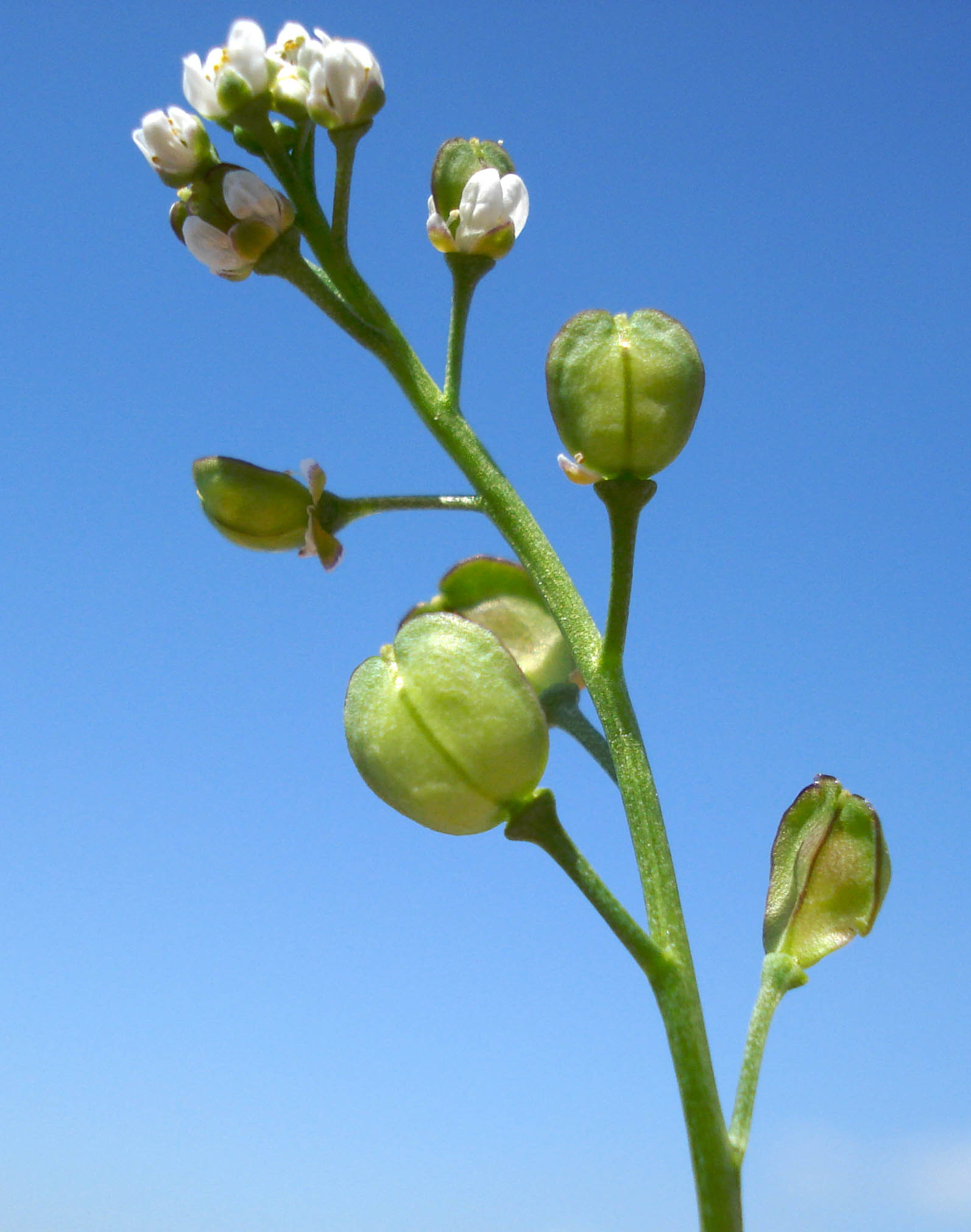
суцвіття зі стручками
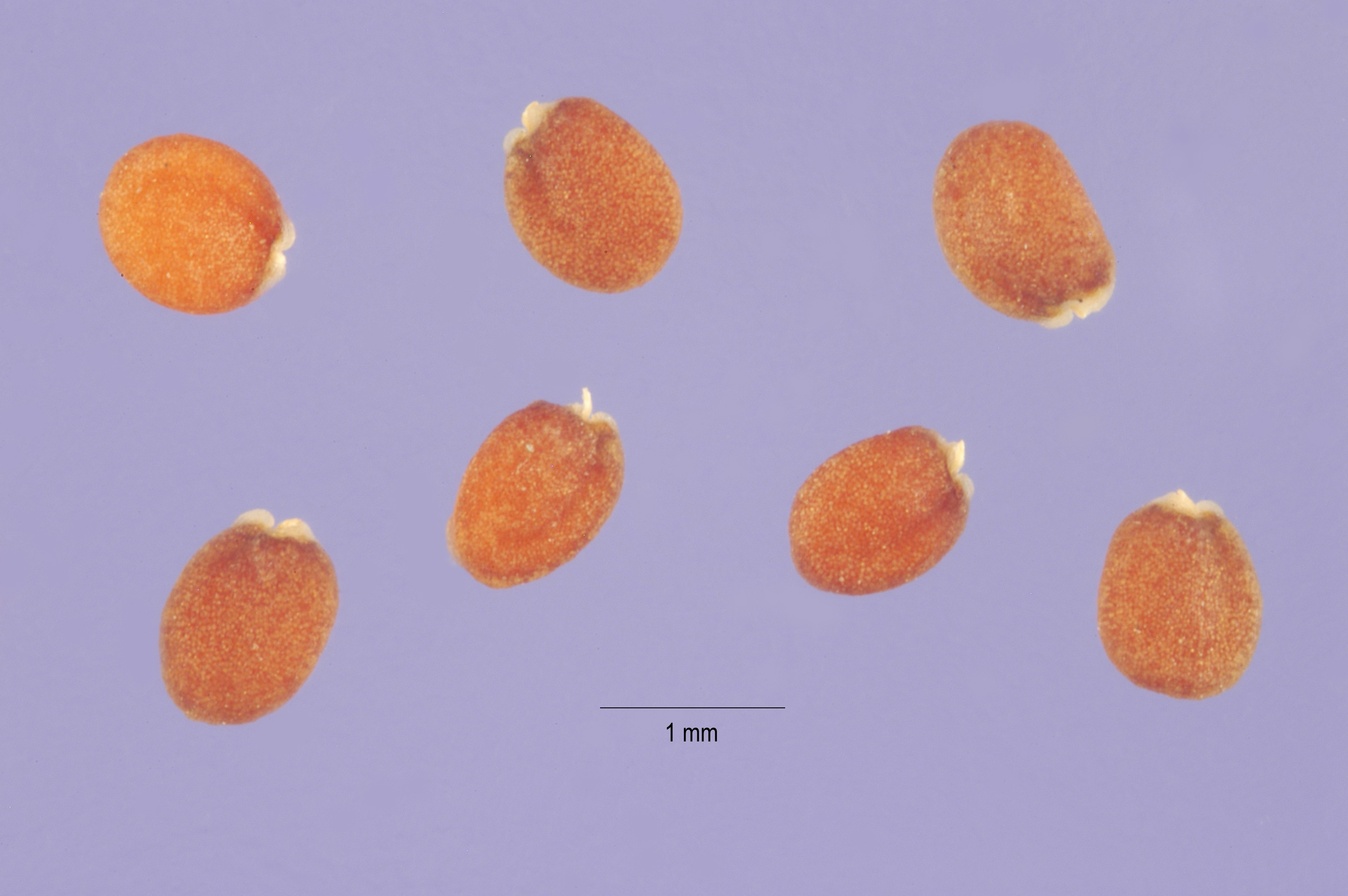
насіння
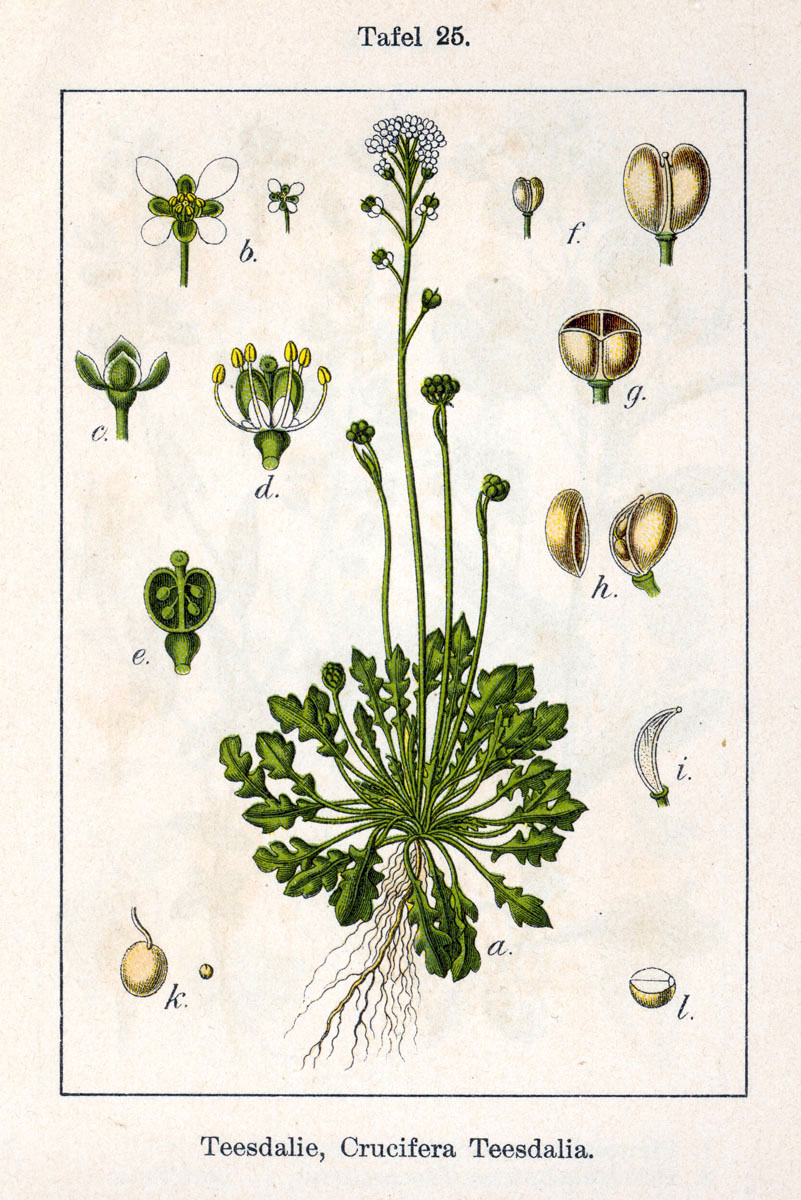
ілюстрація